# San Jaime de la Frontera
San Jaime de la Frontera est une localité rurale argentine située dans le département de Federación et dans la province d'Entre Ríos.

## Histoire
Les habitants primitifs étaient regroupés dans des colonies où la majorité parlait la même langue, avait les mêmes croyances et pouvait éduquer ses enfants selon ses coutumes. Ils s'entraidaient également dans les travaux agricoles. D'autres villages se sont développés en raison des besoins de ceux qui travaillaient dans les champs. Par exemple, près d'une route, il y avait un magasin général, où ils pouvaient acheter tout ce dont ils avaient besoin, y compris des produits fabriqués dans la région, de la nourriture, des choses qu'ils ne produisaient pas, etc. Une chapelle ou église y a été construite pour les services religieux, une école a été construite, un bureau de poste a été installé, des maisons ont été construites pour ceux qui y travaillaient, et ainsi la nouvelle ville a grandi : San Jaime de la Frontera.
Cette ville n'a pas de date de fondation. Les premiers colons de ce qui est aujourd'hui San Jaime sont arrivés de la province de Corrientes vers 1800 environ, où ils ont construit leurs cabanes en adobe et en chaume, apportant leurs coutumes créoles. Peu à peu, des Uruguayens, des Français, des Espagnols, des Belges, des Basques, des Allemands et des Italiens se sont ajoutés pour coloniser la région. Par décret gouvernemental, les colonies officielles no 9 et no 10 ont été créées avant celle de Colonia Tunas.
Elle a été réaffirmée comme une ville au tracé définitif en 1935, alors que toute une population était déjà en place avec le chemin de fer. Le village a eu plusieurs noms, tels que Fronteras, avant d'atteindre le nom actuel ; la gare, en revanche, s'appelait San Jaime. Plus tard, à la demande de la veuve d'Arruabarrena, qui a demandé le tracé définitif du village en 1935, on lui a donné le nom de Juan B. Arruabarrena, la gare gardant son nom précédent. En 1965, à la demande des voisins, le gouverneur de l'époque, Cotín Benjamín Stubrín, a également donné à la ville le nom de San Jaime. Le 27 novembre 1967, la municipalité de deuxième catégorie a été créée, et le nom actuel a été donné par l'union des deux premières San Jaime de la Frontera.
En 1982, San Jaime de la Frontera fait partie du département de Federación dans sa totalité, dans le district de Tatutí, jusqu'alors son territoire municipal était divisé entre les départements de Federación et de San José de Feliciano (district de Basualdo).

## Géographie
Elle est limitée au nord par la province de Corrientes, à l'est et au sud par la zone agricole du district de Tatutí et à l'ouest par le département de Feliciano.
Elle est reliée au reste de la province par la route nationale 127, la route provinciale 1 et la route nationale 14.

### Climat
Le climat est chaud avec une variété tropicale sans saison sèche, en été la température moyenne dépasse 26 °C. La température annuelle moyenne est de 20 °C (68 °F). Les précipitations dépassent 1000 mm par an.

### Démographie
Environ 4 337 habitants, y compris toute la zone municipale.1 On estime qu'au moins45 % sont d'origine bolivienne.

## Économie
Le sol est propice à l'élevage, aux agrumes et à la sylviculture, les plantations de riz et de soja se développant rapidement. L'horticulture et l'apiculture sont également développées, comme dans d'autres villes du même département.

## Infrastructures
La localité possède un complexe sportif municipal, qui dispose de terrains de football, de hockey, de volley-ball, de rugby, de basket-ball et d'athlétisme. La Plaza Tambor de Tacuarí est un autre endroit où la verdure et l'harmonie visuelle sont à l'honneur.
La ville compte également une église catholique, la police, un centre culturel, la municipalité, un centre sportif municipal, trois écoles primaires dans le rayon urbain plus quatre dans le secteur rural et deux écoles secondaires.

## Religion
| Diocèse  | Concordia                |
| -------- | ------------------------ |
| Paroisse | Sagrado Corazón de Jesús |